# Hesperonyx
Hesperonyx martinhotomasorum is een plantenetende ornithischische dinosauriër, behorende tot de Euornithopoda, die tijdens de late Jura leefde in het gebied van het huidige Portugal.

## Naamgeving
Bij Oeste, op het stuk strand van Porto Dinheiro dat aangewezen is als het Geoparque Oeste,  werd in het voorjaar van 2021 door een team van de NOVA School of Science and Technology het skelet gevonden van een kleine euornithopode.
In 2024 werd de typesoort Hesperonyx martinhotomasorum benoemd en beschreven door Filippo Maria Rotatori, Lucrezia Ferrari, Cristina Sequero, Bruno Camilo, Octávio Mateus en Miguel Moreno-Azanza. De geslachtsnaam is een combinatie van het Grieks Hesperos, "avondster", een verwijzing naar de westelijke positie van Portugal in Europa, en onyx, "klauw". De soortaanduiding eert Micael Martinho en Carla Alexandra Tomás, preparateurs bij het Museu da Lourinhã.
Het holotype, ML 2700, is gevonden in een laag van de Lourinhãformatie die dateert uit het Kimmeridgien. Het bestaat uit een skelet zonder schedel. Bewaard zijn gebleven een linkeronderbeen inclusief voet en losse elementen van de linkervoorpoot: een middenhandsbeen, een ulnare en een handklauw. Andere fossielen waren in 2024 niet bekend.

## Beschrijving
De lichaamslengte van Hesperonyx is geschat op drie à vier meter.
Verschillende onderscheidende kenmerken werden vastgesteld. Ze vormen een unieke combinatie van op zich niet unieke eigenschappen. Het scheenbeen heeft een crista cnemialis die schuin naar voren en bezijden is gericht. De buitenste lob van het bovenvlak van het scheenbeen staat haaks op de bovenste schacht. Het kuitbeen heeft symmetrische bovenranden. Het eerste middenvoetsbeen is gereduceerd.

## Fylogenie
Hesperonyx werd in de Dryomorpha geplaatst. De precieze verwantschappen konden door een gebrek aan gegevens niet worden vastgesteld.